# 克氏跳彈䲁
克氏跳彈䲁（學名：Alticus kirkii），又稱克氏高冠䲁，為輻鰭魚綱鳚形目䲁科跳彈䲁屬的一種，該物種的種名是為了紀念蘇格蘭醫生、博物學家和探險家約翰·柯克（John Kirk，1832-1922 年），他收集了該物種的模式標本並將其捐贈給了大英博物館。分布於印度洋東非至印度海域，包括波斯灣、紅海海域，在受到驚擾時從其棲息的洞穴中跳躍，本魚體長橢圓形，稍側扁；頭鈍短，上下唇具鋸齒緣，雄魚頭具冠膜，雌魚無冠膜，但很大個體之雌魚會有一小三角形冠膜，具鼻鬚及眶上鬚，無頸鬚，雄魚背鰭較雌魚高，背鰭與尾柄以鰭膜相連，臀鰭不與尾柄相連，體淡褐色，體側有數條深褐色橫帶，頭部具有許多黑色小細點，體長可達11公分，棲息在沿海潮間帶礁石淺水域，可離開水面在陸地上活動，通常躲在洞穴，以藻類為食，雌魚產附著性卵，雄魚有護卵行為。